# ألكسندر نكراسوف
ألكسندر نكراسوف (بالروسية: Некрасов, Александр Максимович)‏ هو لاعب كرة قدم روسي في مركز الهجوم، ولد في 20 أغسطس 1998 في سانت بطرسبرغ في روسيا. لعب مع نادي دينامو سانت بطرسبرغ ‏.